# Mjassischtschew M-200
Die Mjassischtschew M-200 (russisch Мясищев М-200) war das Projekt eines russischen Strahltrainers.

## Geschichte
Für die Nachfolge des mittlerweile in die Jahre gekommenen Trainers Aero L-39 bei den sowjetischen Luftstreitkräften wurde im Jahre 1991 die sog. UTS-Spezifikation an verschiedene sowjetische Konstruktionsbüros ausgegeben.
Im Mjassischtschew-Konstruktionsbüro entstand daraufhin die M-200 (UTS). Diese war wie der Vorgänger L-39 mit einem Tandemcockpit ausgerüstet. Die beiden Strahltriebwerke waren in kurzen Gondeln untergebracht, die an der Flügelwurzel unterhalb der Tragfläche angeordnet waren. Das Fahrwerk bestand aus einem einzelbereiften Bugrad und zwei, ebenfalls einzelbereiften, Hauptfahrwerken.
An dem Wettbewerb nahmen die Entwürfe Jakowlew Jak-130, Mikojan-Gurewitsch MiG-AT, Mjassischtschew M-200 und Suchoi S-54 teil, die Entscheidung fiel im Mai 1992 zu Gunsten der Jak-130 und anfangs auch der MiG-AT, alle anderen Projekte wurden eingestellt. Nach dem Bau zweier Prototypen wurde dann auch die Entwicklung der MiG-AT beendet.

## Technische Daten
| Kenngröße             | Daten           |
| --------------------- | --------------- |
| Baujahr               | 1994 (Projekt)  |
| Hersteller            | Mjassischtschew |
| Besatzung             | 2               |
| Länge                 | 10,37 m         |
| Spannweite            | 9,40 m          |
| Höhe                  | 4,20 m          |
| Spurweite             | 2,70 m          |
| Radstand              | 4,30 m          |
| Leermasse             | 3805 kg         |
| Kraftstoffzuladung    | 1380 kg         |
| Reisegeschwindigkeit  | 700 km/h        |
| Höchstgeschwindigkeit | ? km/h          |
| Dienstgipfelhöhe      | 13.100 m        |
| max. Reichweite       | 1400 km         |
| Triebwerke            | 2 R-35          |